# Bryopesanser
Bryopesanser is een mosdiertjesgeslacht uit de  familie van de Escharinidae en de orde Cheilostomatida. De wetenschappelijke naam ervan werd in 2006 voor het eerst geldig gepubliceerd door Tilbrook.

## Soorten
- Bryopesanser ascendosolaris Tilbrook, 2012
- Bryopesanser baderae Tilbrook, 2012
- Bryopesanser capitaneus Tilbrook, 2006
- Bryopesanser crebricollis Tilbrook, 2012
- Bryopesanser ecphymatotes Tilbrook, 2012
- Bryopesanser gardineri Tilbrook, 2012
- Bryopesanser grandicella (Canu & Bassler, 1929)
- Bryopesanser hebelomaia Tilbrook, 2012
- Bryopesanser latesco Tilbrook, 2006
- Bryopesanser lobiones Tilbrook, 2012
- Bryopesanser pesanseris (Smitt, 1873)
- Bryopesanser puncturella Tilbrook, 2012
- Bryopesanser thricyng Tilbrook, 2012
- Bryopesanser tiara Tilbrook, 2012
- Bryopesanser tilbrooki Winston & Vieira, 2013
- Bryopesanser tonsillorum Tilbrook, 2012

Niet geaccepteerde soorten:
- Bryopesanser serratus Dick, Tilbrook & Mawatari, 2006 → Bryopesanser latesco Tilbrook, 2006